# O Diário do Norte do Paraná
O Diário do Norte do Paraná foi um jornal diário no formato standard editado na cidade de Maringá, município do estado do Paraná.
Inaugurado em 29 de junho de 1974, contava inicialmente com sucursais nas cidades de Arapongas, Umuarama e Cianorte. A história do jornal começa com a compra da primeira máquina offset do Norte do Paraná. Joaquim Dutra, Samuel Silveira e Carlos Piovezan Filho se associam e fundam O Diário do Norte do Paraná, cuja sede ficava na Avenida Tuiuti, 138. O jornal foi instalado em um antigo barracão onde, anteriormente, funcionava uma fábrica de sabão e, por conta disso, "era o único jornal do mundo que ostentava uma chaminé", segundo depoimento de um dos primeiros repórteres do jornal, Wilson Serra. O primeiro editor-chefe do Diário foi Rubens Ávila, sucedido pelo próprio Serra (posteriormente tornou-se diretor de jornalismo do grupo RPC).
A primeira edição circula em 29 de junho de 1974, com 70 páginas e 62 anunciantes. A manchete trazia o primeiro jogo a ser disputado entre Brasil e Argentina em uma Copa do Mundo. O Diário, como era conhecido, era editado pela Editora Central Ltda, que também possuia o portal odiario.com e outras empresas do mercado publicitário.

## História
Em 1949, a cidade de Maringá tinha apenas dois anos de fundação quando surgiu o semanário a Voz do Norte. O semanário teve curta duração. Já em 1953, Samuel Silveira, que chegou de São Paulo em 1949, com o objetivo de abrir uma rádio – e fundou a Rádio Cultura – inaugura O Jornal, primeiro matutino da cidade. Em 1962 é lançada a Folha do Norte do Paraná, lançada pelo bispo dom Jaime Luiz Coelho.
Em 1964, Joaquim Dutra, paulista que chegou em Maringá em 1950 como contador, mas se tornou radialista e empresário, arrenda a Folha, em sociedade com Antônio Augusto de Assis, como diretor comercial. Em 1973, Dutra e Silveira se unem para, com outros sócios, investir em um matutino próprio. A cisão de Dutra e dom Jaime ocorreu porque o arrendatário decidiu modernizar a Folha, comprando uma nova impressora, mas sem consultar o bispo – que não teria gostado nem um pouco da iniciativa. A rotativa que iria para a Folha fica para o novo jornal, que seria lançado no ano seguinte.
Em 1974 é inaugurado em 29 de junho O Diário do Norte do Paraná, em um barracão de alvenaria na Avenida Tuiuti, 138. A primeira impressão de uma página, como teste, havia sido feita seis dias antes. Em 1975, no dia 18 de junho, a geada negra destruiu as lavouras de café do Paraná e provocou grandes problemas na economia. Como consequência, os anunciantes do jornal, que sequer tinha um ano, se retraíram. Joaquim Dutra e os outros sócios desistiram do negócio e venderam a empresa para Enésio Gomes Tristão, Altamir Vinheski e Edilson Coelho Castilho – que fundaram a Editora Central, que sucedeu a antiga Editora Setentrional. A moderna rotativa é vendida e substituída por outra, alugada. Em 1976, Tristão deixa a sociedade e vende 25% da participação – ele tinha 33,3% -- para o colunista social Frank Silva, e os restantes 8,33% para Vinheski. Frank pagou com um terreno no Jardim Glória e um anel de brilhantes, que havia presenteado a esposa.
Em 1977, o empresário Ramires Pozza adquire a participação de José Brasilino de Melo – que havia comprado a cota de Vinheski. Frank e Castilho unem-se, futuramente, para comprar a cota de Pozza. Em 1978 Frank Silva e a esposa Rosey Rachel compram as cotas restantes e se tornam donos do jornal.
Em 1985, no dia 29 de junho, O Diário inaugura a nova sede, na Avenida Mauá, onde ficou até a década de 2010. Em 1994, O Diário inaugura a nova ala e a sede chega a 4,9 mil metros quadrados. Os equipamentos são modernizados e é adquirida uma rotativa capaz de imprimir oito páginas por vez. Em 1995, no dia 12 de outubro, é impressa a primeira edição de O Diário em cores.
Em 2001, o jornal passa por um novo processo de modernização. Entre este ano e 2004, um comitê reuniu representantes da Administração, Redação, Comercial e Circulação para estabelecer as bases do processo de mudanças e tomada de decisões. Em 2005, O Diário consegue atender as exigências do Instituto Verificador de Circulação (IVC), que atesta a tiragem do jornal – o que garante mais transparência ao mercado publicitário e atesta maior credibilidade ao veículo. Outra novidade: uma profissão que parecia extinta, a de gazeteiro, foi resgatada pelo jornal – com vendedores em diversos pontos da cidade.
Em 2010 é lançado na internet o novo portal de notícias (odiario.com), com a contratação de uma equipe de jornalismo para a atualização de notícias durante todo o dia. Em 2011, O Diário do Norte do Paraná investe 9 milhões de reais na compra de uma impressora rotativa norte-americana e na reforma e ampliação do parque gráfico. O equipamento, fabricado pela Tensor Group, era totalmente automatizado.
Em 2013, o Jornal passa por profunda reforma gráfica, realizada pela empresa espanhola Errea Comunicación, que já elaborou projetos gráficos de importantes veículos, como O Estado de S. Paulo, El País (Espanha), The Independent (Inglaterra) e La Nación (Argentina). Em 2014, o Grupo O Diário completa 40 anos, com liderança absoluta em Maringá e região. Eram 300 funcionários, 16 mil exemplares durante as semanas, 18,5 mil aos domingos e 12 mil assinantes. Circulava em cerca de 90 municípios da região e possuía tiragem média de 16 mil exemplares/dia (segundo o IVC ).
Em 2018, o grupo passa por sérias dificuldades financeiras e entra com pedido de recuperação judicial. Em fevereiro se inicia uma greve de funcionários da redação pela cobrança de 4 meses de salários atrasados. Em 2019, no dia 15 de abril de 2019, é decretada a falência de O Diário após 45 anos de existência.